# Lo Tossal (Soriguera)
Lo Tossal és una muntanya de 1.201,4 metres d'altitud del terme municipal de Soriguera, a la comarca del Pallars Sobirà. Pertany al territori del terme primigeni de Soriguera.
Està situat al sud-oest de la zona central del terme antic de Soriguera, a ponent de Tornafort i al sud-est de Malmercat, a l'esquerra del Barranc de Santa Maria.
És dins del Parc Natural de l'Alt Pirineu.